# Capell L. Weems
Capell Lane Weems, född 7 juli 1860 i Whigville i Noble County i Ohio, död 5 januari 1913 i Steubenville i Ohio, var en amerikansk republikansk politiker. Han var ledamot av USA:s representanthus 1903–1909.
Weems studerade juridik och inledde 1883 sin karriär som advokat i Ohio. Efter en kort tid som advokat arbetade sedan han som åklagare först i Noble County och därefter i Belmont County. Han återvände senare till sin advokatpraktik.
Weems efterträdde 1903 Joseph J. Gill som kongressledamot och efterträddes 1909 av David Hollingsworth.